# Gante-Wevelgem 1978
La Gante-Wevelgem 1978 fue la 40.ª edición de la carrera ciclista Gante-Wevelgem y se disputó el 12 de abril de 1978 sobre una distancia de 246 km.  
El belga Ferdi van den Haute (Marc Zeepcentrale-Superia) se impuso en la prueba en solitario. El belga Walter Planckaert y el italiano Francesco Moser fueron segundo y tercero respectivamente.

## Clasificación final
| Posición | Ciclista            | Equipo                    | Tiempo    |
| -------- | ------------------- | ------------------------- | --------- |
| 1        | Ferdi van den Haute | Marc Zeepcentrale-Superia | 6h 24'00" |
| 2        | Walter Planckaert   | C&A                       | a 1'05"   |
| 3        | Francesco Moser     | Sanson                    | m.t.      |
| 4        | Jan Raas            | TI-Raleigh                | m.t.      |
| 5        | Ludo Peeters        | Ijsboerke-Gios            | a 1'15"   |
| 6        | Roger de Vlaeminck  | Sanson                    | m.t.      |
| 7        | Rik van Linden      | Bianchi-Faema             | a 2'10"   |
| 8        | Ronald de Witte     | Sanson                    | m.t.      |
| 9        | Freddy Maertens     | Flandria-Velda            | m.t.      |
| 10       | Michel Pollentier   | Flandria-Velda            | m.t.      |